# Ernesto Bancalari
Ernesto Bancalari fue un comerciante y político argentino nacido en Italia, intendente municipal de la ciudad de Córdoba entre 1896 y 1900.

## Datos biográficos
Nació en Italia en 1848. Siendo joven emigró hacia la Argentina, donde contrajo matrimonio con Jacinta Grant y se estableció. Residió en primer lugar en la provincia de Santa Fe, trasladándose en 1880 a Córdoba, donde fue comerciante y desarrolló actividades rurales y financieras. 
Desde 1883, con la reorganización de la Municipalidad de Córdoba en virtud de la reforma de la constitución provincial, Bancalari estuvo vinculado a distintos cargos en la administración comunal. Juan Manuel La Serna, primer intendente de la ciudad, designó a Bancalari secretario de la municipalidad, "encargado de obras públicas, hacienda y seguridad", según comunicó al gobierno provincial.  Continuó en el puesto de secretario del intendente Luis Revol, sucesor de La Serna, hasta 1891.
Desde 1888 fue vocal de la Comisión de Inmigración de la ciudad de Córdoba, designado por el presidente Juárez Celman. Asimismo participó en instituciones formadas por la colectividad italiana en Córdoba, siendo presidente de la asociación Unione e Benevolenza.
A partir de 1894 fue concejal de la ciudad. Al producirse en 1896 la renuncia del intendente Benigno Acosta se hizo cargo de la intendencia de manera interina el presidente del Concejo Deliberante, Félix María Rodríguez. Se designó a uno de los ediles para completar el mandato hasta el 4 de septiembre de 1897, nombramiento que recayó en Bancalari. 
Tras completar el período de Acosta, fue a su vez electo para un nuevo mandato. En total estuvo al frente de la Municipalidad casi por cuatro años, durante los cuales impulsó obras como el ensanche de distintas calles y la apertura de otras, como la avenida diagonal Argentina (actual Av. Hipólito Yrigoyen), la construcción de puentes sobre el Río Suquía y la instalación de alumbrado público y de ornamentos en el Paseo Sobremonte y otros espacios verdes, como la Plaza Vélez Sársfield. Además estableció medidas de control sobre la distribución de los alimentos y amplió la red de agua potable de la ciudad. Concluyó su segundo período en septiembre de 1900 y traspasó el mando a Gerónimo del Barco.
Con posterioridad fue candidato a la intendencia en 1909, oportunidad en que resultó ganador el postulante del Comité del Comercio, Ramón Gil Barros. Desde noviembre de ese mismo año fue ministro de hacienda de la provincia de Córdoba, durante el gobierno interino de Manuel S. Ordóñez. En sus últimos años Bancalari volvió a establecerse junto a su familia en la ciudad de Rosario, donde falleció.
En Córdoba, una calle de la ciudad y una escuela municipal llevan su nombre.